# Marcel Boillat
Marcel Boillat, né le 5 août 1929 à Courtételle (alors dans le canton de Berne à cette époque) en Suisse et mort le 6 avril 2020 à Ciudad Real en Espagne, est un militant politique suisse, animateur du Front de libération jurassien, un groupe séparatiste jurassien. 

## Biographie
Issu d'une famille bourgeoise, Marcel Boillat est interne au collège Saint-Charles à Porrentruy (1941-1944) puis au collège Maria-Hilf de Schwytz. Il intègre l’Ecole supérieure de commerce de Neuchâtel en 1945 dont il est diplômé en 1949.
Il reprend avec son demi-frère le commerce de vin en gros de son père, sous l'enseigne « Les petits-fils de Marcelin Boillat », puis transforme une exploitation agricole à Sornetan en auberge « En l’An 1851 » en août 1963. 
En 1962, il fonde avec Jean-Marie Joset, un client de son établissement, et Pierre Dériaz, le Front de libération du Jura (FLJ). Durant deux ans, il vandalise des panneaux routiers, plastique des bâtiments militaires isolés et incendie deux fermes occupées, les Joux-Derrière aux Genevez le 26 avril 1963 et Sous-la-Côte à Montfaucon le 18 juillet, acquises par le canton de Berne et revendues à la Confédération pour créer une place d’armes au district des Franches-Montagnes. Le groupe s'attaque également en décembre 1963, à la scierie du chef du mouvement antiséparatiste Marc-André Houmard.
Il est arrêté avec Joset le 25 mars 1964 et condamné en mars 1966 à huit ans de prison. Ses commerces font alors faillite.
Le 18 février 1967, après une première tentative ratée, il s’évade du pénitencier de Crêtelongue. Il traverse la France et se réfugie à Barcelone, puis Madrid où il est emprisonné du 9 juin au 19 septembre 1967, puis libéré sous le statut de réfugié politique après le refus de Franco de l’extrader. Il serait le premier « réfugié politique suisse ».
En 1968, il divorce de sa première femme, mère de ses deux enfants, et épouse une Espagnole en 1970. Ensemble, ils s'installent à Daimiel, au sud de Madrid, où il travaille dans la construction puis comme chauffeur. En 1977, il devient chef du personnel d'un commerce alimentaire.
A la retraite, il s'adonne à la peinture. Il revient à l'automne 1987, une fois la demande d’extradition prescrite, dans le Canton du Jura pour la quarantième Fête du peuple jurassien. 
En 2014, il expose une quarantaine de toiles à la Nef au Noirmont.
Il décède le 5 avril 2020 à l’hôpital de Ciudad Real, en Espagne, puis a été inhumé le lendemain dans son village d’adoption de Daimiel,

### Filmographie
- « Le Terroriste suisse », Christian Moser et Christian Iseli, 1987.